# Area archeologica di corte dei Bissari
L'area archeologica di corte dei Bissari si trova a Vicenza sul lato est della Basilica Palladiana nei pressi dell'antico foro romano cittadino. Si tratta di un sito scoperto nel 2008 durante i lavori di ristrutturazione della stessa Basilica e portato alla luce grazie a degli scavi conclusi nel 2013. Le strutture architettoniche e i reperti rinvenuti coprono un arco di tempo che va dal VII secolo a.C. al V secolo d.C., ovvero dall'età protostorica all'età medievale.
Tra gli edifici rinvenuti, i resti di una domus collocabile nel I secolo d.C., con lacerti di mosaici monocromi di colore nero e, ancora parzialmente conservato, un sistema di canalizzazione delle acque chiare e reflue a servizio dell'abitazione. Sulla demolizione della casa signorile di età imperiale si costruì successivamente un’importante abitazione databile al III-IV sec. d.C. 

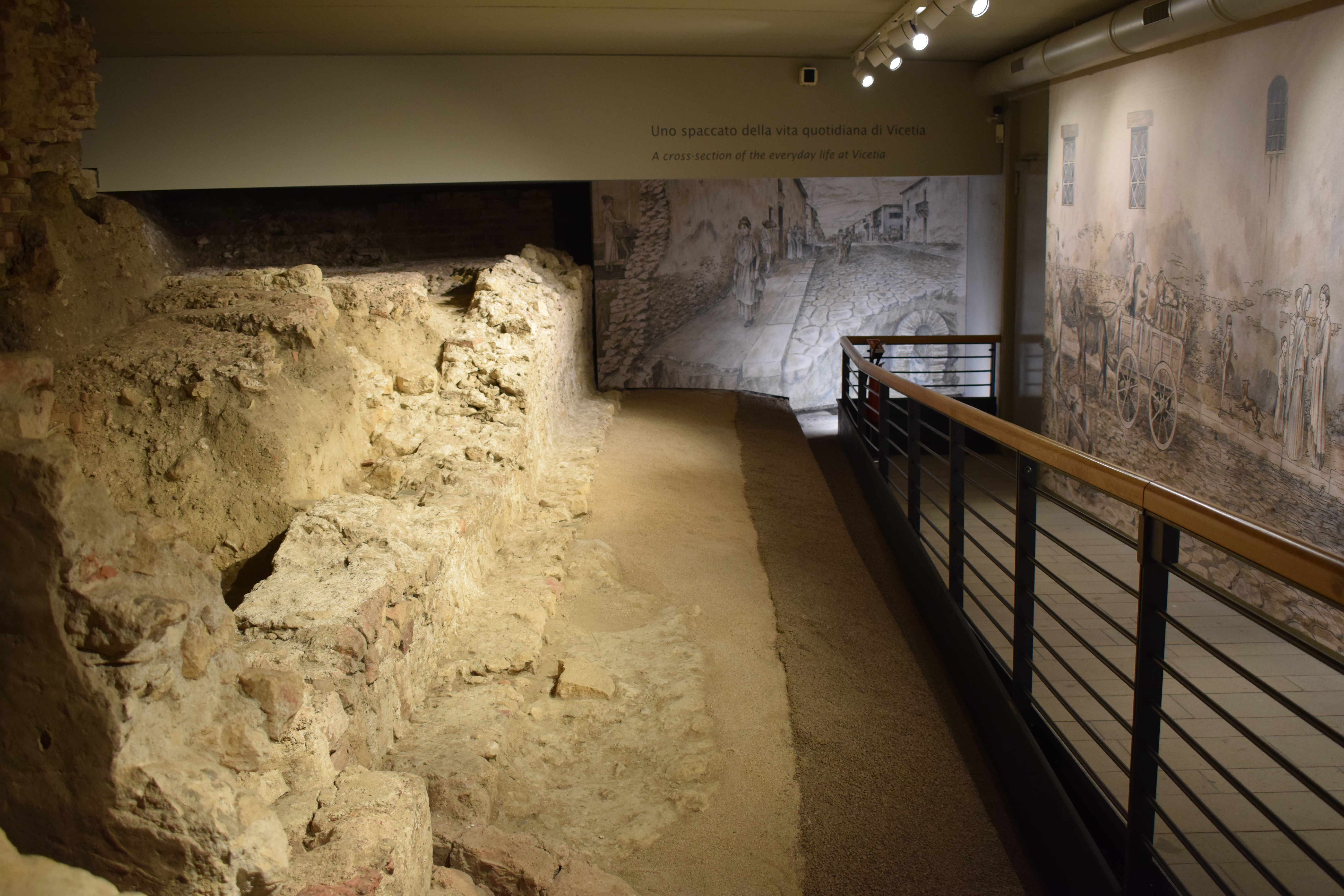
Resti dei muri e dei pavimenti della domus.

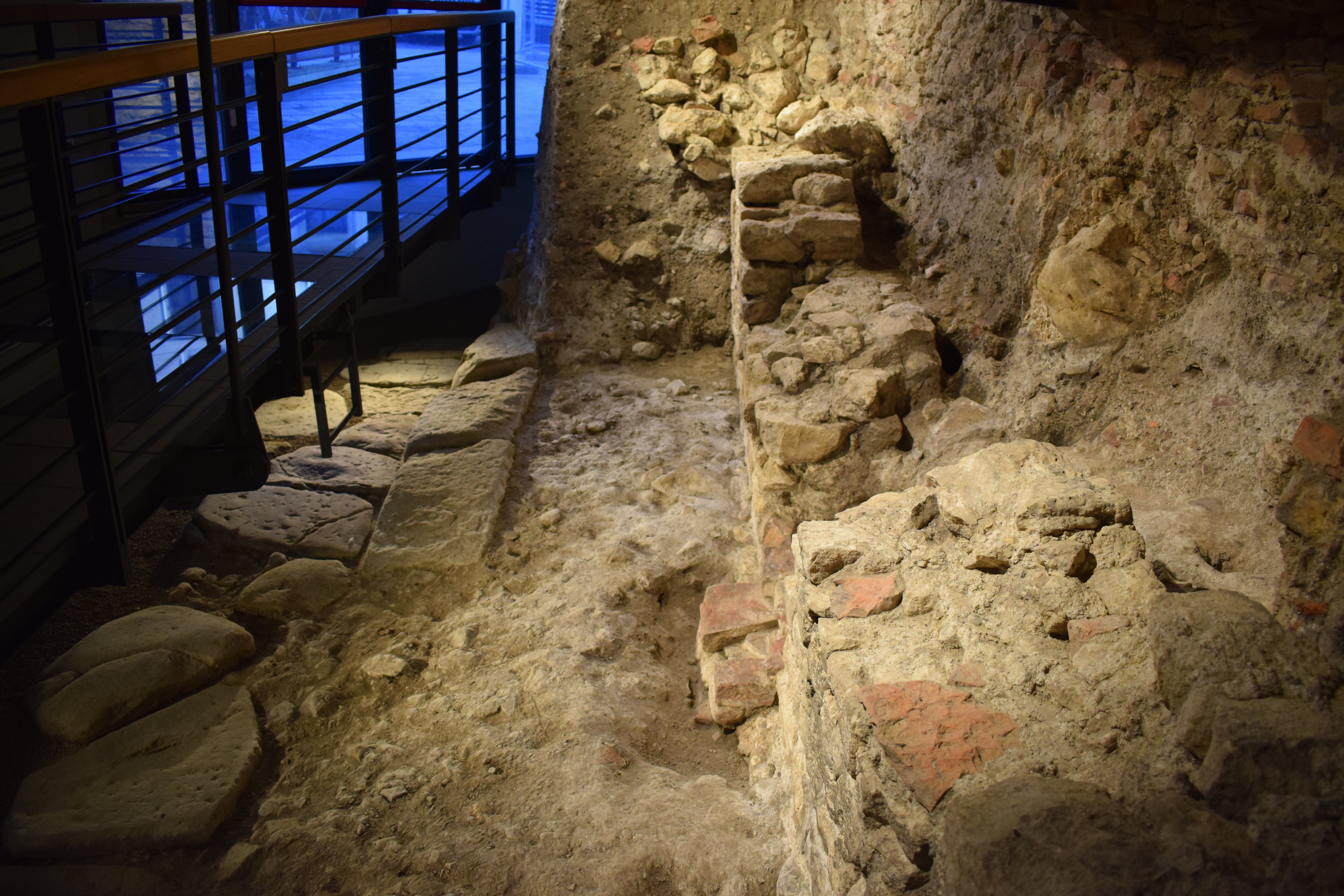
Tratto della strada (cardo) e stratigrafia dal periodo romano all'età medievale e rinascimentale.

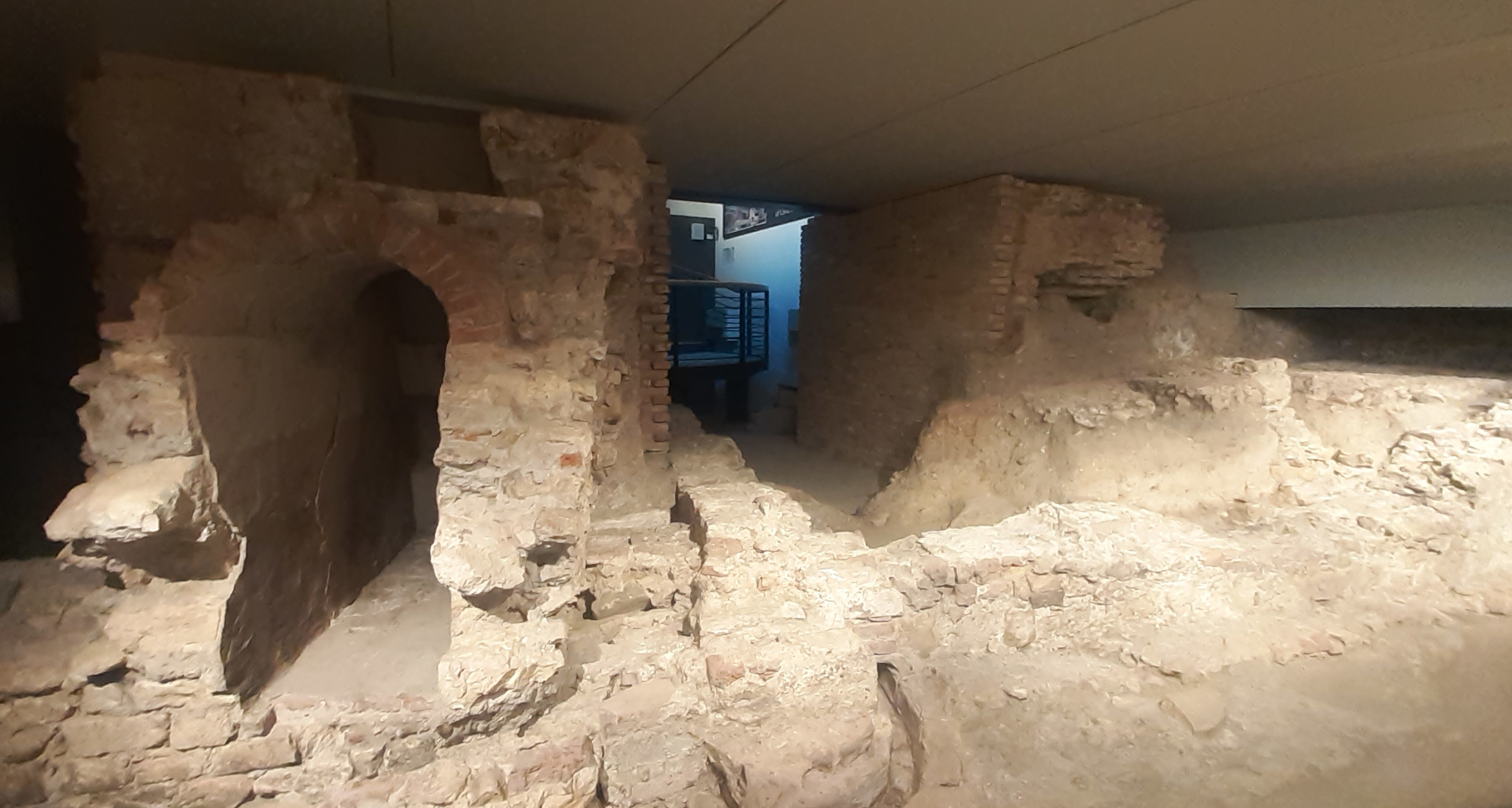
Veduta generale dell'area. A destra i muri e i pavimenti della domus; al centro in basso i resti della canaletta di scolo della domus; a sinistra la fognatura di età rinascimentale.

Nell’area fu rinvenuto anche il tratto di un cardo, ovvero la strada con direttrice nord-sud che costituiva l’antico collegamento viario tra le attuali piazza dei Signori e piazza delle Erbe, fino a quel momento solo ipotizzato. Sulla strada, di cui si conservano alcuni lastroni di trachite e il relativo marciapiede, si apriva la facciata della domus di età imperiale e della successiva abitazione tardo antica.
Gli scavi condotti hanno permesso di evidenziare sotto le abitazioni di età romana altri edifici di epoche precedenti, realizzati dagli antichi veneti in materiali deperibili e di cui sono stati documentati i pavimenti in battuti di argilla e i resti di focolari.
Al di sopra delle strutture di età romana è stata conservata in un settore dello scavo una porzione della stratigrafia di età medievale e rinascimentale per consentire al visitatore di comprendere lo sviluppo della città.  
All'epoca medievale appartiene la tomba di un guerriero longobardo, ricostruita all'ingresso dell'area archeologia. All'epoca rinascimentale risale invece la grande struttura voltata presente quasi al centro dell'area, una struttura fognaria che portava le acque reflue al fiume. 

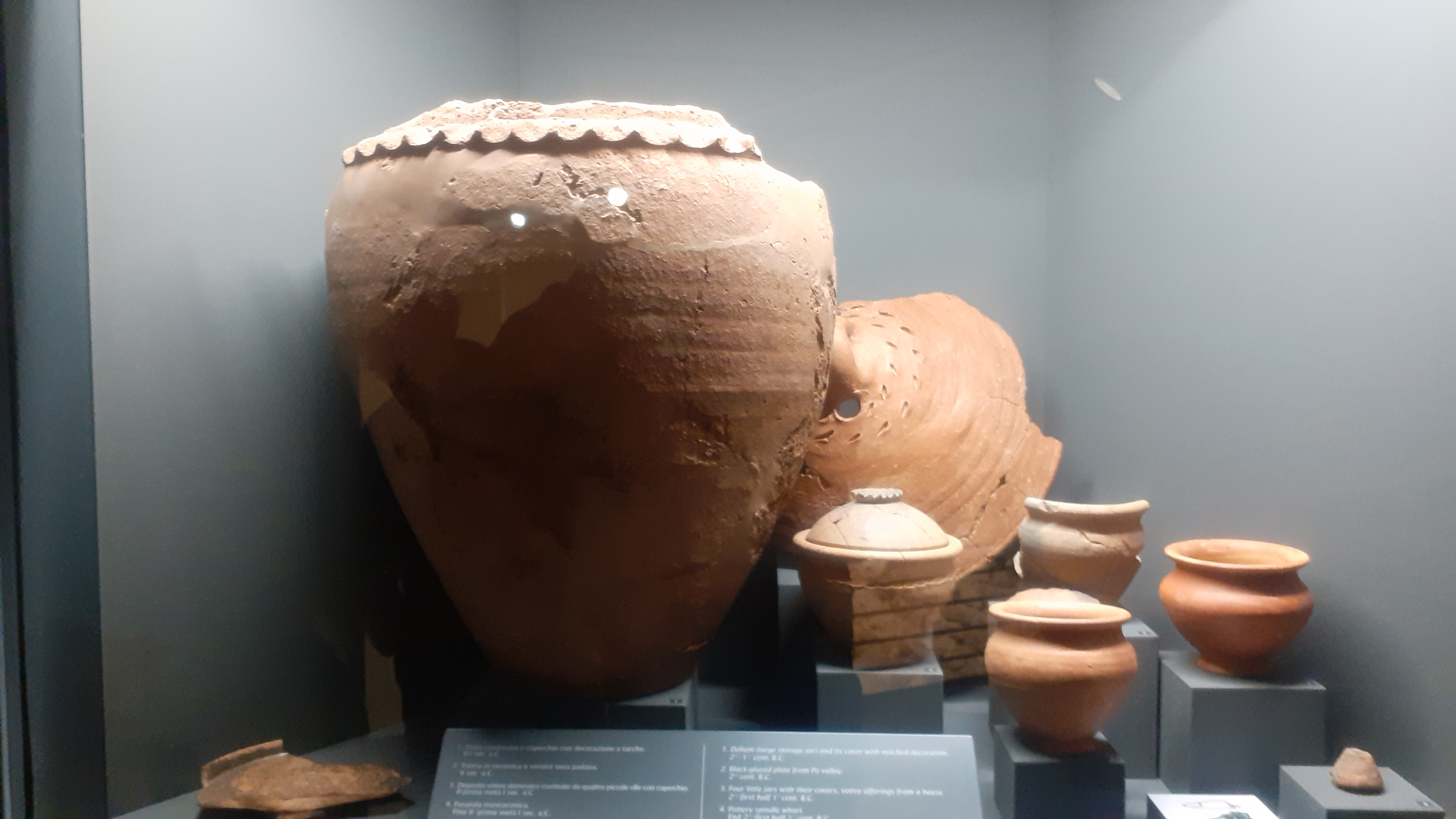
Vetrina con reperti dagli scavi.

In alcune vetrine sono esposti alcuni reperti rinvenuti durante gli scavi. Sono datati dall'età protostorica (VII-II secolo a.C.), alla prima romanizzazione (II-I secolo a.C.) fino all'età romana e tardo-romana (I-V secolo d.C.). In una vetrina collocata presso la sepoltura longobarda è esposta una piccola croce aurea rinvenuta all'interno della tomba.